# Grace O'Malley

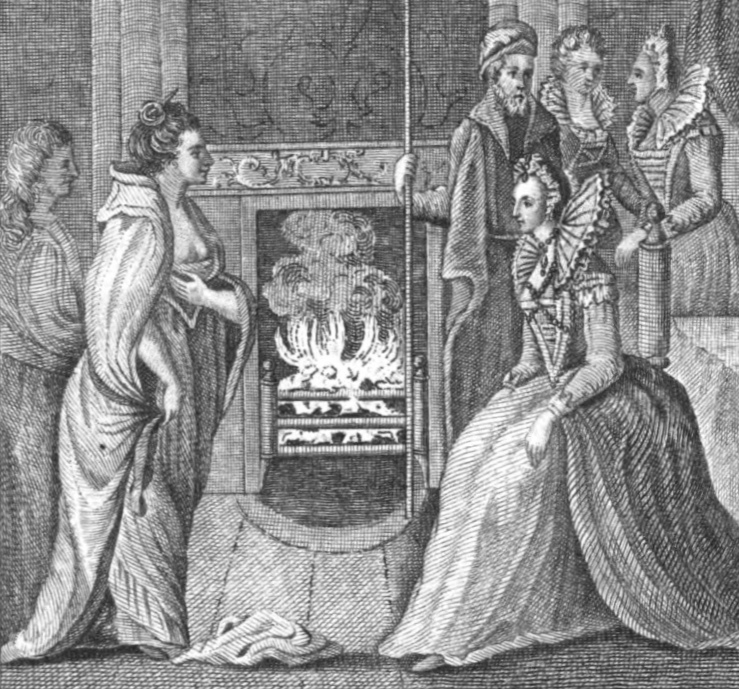
Ontmoeting van Grace O'Malley met Koningin Elizabeth I

Grace O'Malley (Iers-Gaelisch: Gráinne Ní Mháille) (Clare Island?, ca. 1530 - Rockfleet, 1603) was een vrouwelijke Ierse zeerover. Ze is een belangrijk figuur uit de geschiedenis van Ierland.
Ze werd omstreeks 1530 geboren. Mogelijk gebeurde dit op Clare Island aan de westkust van Ierland.
In 1546 trouwde ze met Donal O' Flaherty. Het stel kreeg twee zonen en een dochter. Na zijn dood hertrouwde ze met Risdeárd an Iarainn Bourke, ook wel Iron Richard genaamd. Ze beviel aan boord van een van haar galeien van een derde zoon.
O'Malley was geen huisvrouw maar maakte de zeeën onveilig. Ze vervoerde Schotse huurlingen, verstoorde de zeehandel en viel naburige clans aan. In 1577 werd ze gevangen genomen en zat anderhalf jaar in de gevangenis. Haar man werd vogelvrij verklaard maar verkreeg later toch de titel Mac William. Hij stierf echter enkele maanden later. Sir Richard Bingham nam daarop een van O'Malley's zonen gevangen en doodde een andere bij een overval op de Omey Island. Later werd ook O'Malley weer gevangengenomen maar ze wist te ontkomen. Ze onderhandelde met andere clans en slaagde er zelfs tijdelijk in Bingham opzij te zetten door zich rechtstreeks tot zijn overste in Dublin te wenden.
Toen haar zoon Theobald een nieuwe opstand ontketende diende O'Malley zich naar de eilanden in Clew Bay terug te trekken. Haar zoon Murrough sloot echter een verbond met Bingham. O'Malley viel hem met haar galeien aan, vermoordde zijn mannen en plunderde zijn landerijen - niet zonder gevolg. Haar schepen in Clew Bay werden door de Engelsen in beslag genomen.
O'malley startte een persoonlijke correspondentie met koningin Elizabeth I van Engeland en ging in 1593 persoonlijk onderhandelen. Ze voer hiervoor naar Greenwich. Ze verkreeg van koningin Elizabeth de vrijlating van haar zoon en toestemming om terug te varen. In ruil zou ze met de Engelsen samenwerken bij acties tegen de rebellen. De uitvoering van de afspraken verliep niet naar haar zin en O'Malley trad een tweede keer met de koningin in onderhandeling. Toen ze doorhad dat ze werd bedrogen trok ze zich terug in Connacht, vanwaar ze haar zeeroverij verder zette. In 1597, op 67-jarige leeftijd, voer ze nog uit.
O'Malley stierf rond 1603, vermoedelijk in Rockfleet.